# Thanasis Antetokounmpo
Athanasios Rotimi „Thanasis“ Antetokounmpo (griechisch Αθανάσιος «Θανάσης» Αντετοκούνμπο,* 18. Juli 1992 in Athen) ist ein griechischer Basketballspieler, der auf der Position des Small Forwards spielt. Seine beiden jüngeren Brüder Giannis und Kostas sind ebenfalls Profibasketballer.

## Karriere

### Auf Vereinsebene
Thanasis Antetokounmpo wurde als zweites von fünf Kindern der Familie Antetokounmpo 1992 in Athen geboren. Dort wuchs er zusammen mit dreien seiner Geschwister im Athener Stadtteil Sepolia auf. Das Ehepaar Antetokounmpo war Anfang der 1990er Jahre aus Nigeria nach Griechenland immigriert, während ihr bis dahin einzig geborener Sohn Francis bei den Großeltern in Lagos verblieben war. Im Alter von 14 Jahren wurde Thanasis zusammen mit seinem zwei Jahre jüngeren Bruder Giannis von Spyros Veliniatis beim Herumtollen auf der Straße entdeckt und angesprochen. Veliniatis, Basketballtrainer in den Jugendabteilungen des Filathlitikos O. A. in Zografos, einem Vorort Athens, brachte die Brüder zunächst beim ortsansässigen Verein AO Triton und folgend in den Akademien von Filathlitikos unter, nachdem Verantwortliche des Vereines sich dafür eingesetzt hatten, ein neues Wohndomizil für die Familie Antetokounmpo in Zografos zu organisieren, damit diese regelmäßig und kostenfrei am Training teilnehmen konnten. Auch die jüngeren beiden Geschwister Kostas und Alexis begannen beim Filathlitikos mit dem Basketballsport.
Zur Saison 2012/13 stieg der Verein, in dessen erste Mannschaft inzwischen Thanasis spielte und sein Bruder bereits debütiert hatte, erstmals in die zweite griechische Liga auf. Den Aufstieg in die erstklassige Basket League verpasste das Team nur denkbar knapp am letzten Spieltag der Saison. Genau wie sein Bruder bewarb sich Thanasis im Sommer 2013 für den NBA-Draft, zog jedoch, im Gegensatz zu seinem Bruder, seine Anmeldung zurück. Allerdings kam Thanasis beim Development League Draft 2013 am 1. November bei den Delaware 87ers unter. Mit durchschnittlich 12 Punkten, 4,3 Rebounds, 2,1 Assists, 1,2 Steals und 1,3 Blocks zeigte Thanasis gute Leistungen in der D-League, die mit Nominierungen für den D-League Slam Dunk Contest und das D-League Defense Third Team honoriert wurden. Thanasis bewarb sich schließlich erneut für den NBA-Draft.
Mit dem 51. Pick im NBA-Draft 2014 wurde Antetokounmpo von den New York Knicks ausgewählt. Damit folgte er seinem Bruder Giannis, der eine gute Rookie-Saison bei den Milwaukee Bucks hinter sich hatte, in die NBA. Für die Knicks hatte Thanasis zunächst in der NBA Summer League und folgend in deren Farmteam bei den Westchester Knicks gespielt, bevor er zur Saison 2015/16 zur Hauptmannschaft aufschloss. Kurz vor Beginn der regulären Saison wurde er jedoch wieder aus dem Kader entlassen. Angebote aus Europa lehnte Antetokounmpo ab und entschied sich dafür erneut, in der D-League zu spielen.
Am 29. Januar 2016 unterschrieb Antetokounmpo erneut bei den New York Knicks, die ihm einen 10-Tages-Kontrakt angeboten hatten.
Zu der Zeit befanden sich die New Yorker in einer Krise, die in der Entlassung des Head Coaches Derek Fisher ihren vorläufigen Höhepunkt fand. Auch Antetokounmpos Kontrakt wurde ihm dann nicht weiter verlängert, er kehrte zu den Westchester Knicks zurück und spielte dort seine Saison zu Ende.
Im Sommer 2016 kehrte Antetokounmpo zurück nach Europa und hatte einen Einjahresvertrag beim MoraBanc Andorra in der spanischen Liga ACB unterschrieben. Nachdem er diesen erfüllt hatte, ließ er sich für zwei Jahre vom griechischen Serienmeister Panathinaikos verpflichten. Mit diesem gewann er in beiden Spielzeiten die griechische Meisterschaft und 2019 auch den Vereinspokal.
Am 16. Juli 2019 unterzeichnete Antetokounmpo einen Vertrag bei den Milwaukee Bucks und kehrte somit in die NBA zurück.
Am 9. Mai 2024 wurde bekannt, dass Antetokounmpo nach einem Achillessehnenriss operiert werden muss.

### Nationalmannschaft
Im Sommer 2016 berief Nationaltrainer Fotis Katsikaris Antetokounmpo in den A Kader der Nationalmannschaft. Sein Debüt im Trikot der griechischen Auswahl gab dieser, an der Seite seines Bruders Giannis Antetokounmpo, am 23. Juni 2016 in einem Freundschaftsspiel gegen die türkische Nationalmannschaft, dass die Griechen mit 78:52 Punkten für sich entschieden hatten. Nominiert wurde er für die Europameisterschaft 2017.
Antetokounmpo spielte mit der griechischen Nationalmannschaft bei der FIBA Basketball-Weltmeisterschaft 2019, wo er in 5 Spielen 6 Punkte pro Spiel erreichte. Griechenland schied in der Zwischenrunde aus und beendete das Turnier auf dem 11. Platz.
Seit 2016 hat Antetokounmpo mit der griechischen Nationalmannschaft in 39 Länderspielen gespielt. Er hat insgesamt 282 Punkte erzielt, was einem Durchschnitt von 5,82 Punkten pro Spiel entspricht.

## Privates
Obwohl Thanasis als Sohn nigerianischer Eltern in Griechenland geboren wurde, ist er nicht im Besitz der nigerianischen Staatsangehörigkeit. Die griechische Staatsangehörigkeit erhielten der bis zu diesem Zeitpunkt de facto staatenlose Thanasis und seine in Griechenland geborenen Brüder am 9. Mai 2013.

## Erfolge
- Griechischer Meister: 2018, 2019
- Griechischer Pokalsieger: 2019
- NBA-Meisterschaft: 2021

## Auszeichnungen
- MVP des griechischen All-Star Games: 2018, 2019

## Karriere-Statistiken

### NBA

#### Reguläre Saison
| Saison  | Team      | GP  | GS | MPG | FG % | 3P % | FT % | RPG | APG | SPG | BPG | PPG |
| ------- | --------- | --- | -- | --- | ---- | ---- | ---- | --- | --- | --- | --- | --- |
| 2015–16 | New York  | 2   | 0  | 3.0 | .750 | .000 | .000 | 0.5 | 0.0 | 0.0 | 0.0 | 3.0 |
| 2019–20 | Milwaukee | 20  | 2  | 6.5 | .500 | .000 | .412 | 1.2 | 0.8 | 0.4 | 0.1 | 2.8 |
| 2020–21 | Milwaukee | 57  | 3  | 9.7 | .489 | .241 | .510 | 2.2 | 0.8 | 0.4 | 0.2 | 2.9 |
| 2021–22 | Milwaukee | 48  | 6  | 9.9 | .547 | .143 | .630 | 2.1 | 0.5 | 0.3 | 0.3 | 3.6 |
| 2022–23 | Milwaukee | 37  | 0  | 5.6 | .435 | .000 | .500 | 1.2 | 0.4 | 0.1 | 0.1 | 1.4 |
| 2023–24 | Milwaukee | 34  | 0  | 4.6 | .533 | .000 | .000 | 0.4 | 0.5 | 0.2 | 0.1 | 0.9 |
| Gesamt  | Gesamt    | 198 | 11 | 7.7 | .509 | .143 | .520 | 1.8 | 0.6 | 0.3 | 0.2 | 2.4 |

#### Play-offs
| Saison  | Team      | GP | GS | MPG | FG % | 3P % | FT % | RPG | APG | SPG | BPG | PPG |
| ------- | --------- | -- | -- | --- | ---- | ---- | ---- | --- | --- | --- | --- | --- |
| 2020–21 | Milwaukee | 13 | 0  | 3.5 | .286 | —    | .833 | 0.8 | 0.2 | 0.4 | 0.2 | 0.7 |
| 2021–22 | Milwaukee | 8  | 0  | 2.5 | .667 | —    | .333 | 0.5 | 0.1 | 0.1 | 0.0 | 0.6 |
| 2022–23 | Milwaukee | 2  | 0  | 2.5 | —    | —    | —    | 0.0 | 0.0 | 0.0 | 0.0 | 0.0 |
| 2023–24 | Milwaukee | 2  | 0  | 2.5 | —    | —    | —    | 0.0 | 0.0 | 0.5 | 0.5 | 0.0 |
| Gesamt  | Gesamt    | 25 | 0  | 3.0 | .400 | —    | .667 | 0.6 | 0.2 | 0.3 | 0.1 | 0.6 |